# Staphylothermus
A Staphylothermus egy Archaea nem a Desulfurococcaceae családban. Az archeák – egysejtű, sejtmag nélküli prokarióta szervezetek.

## Rendszertan
A Desulfurococcaceae anaerob, ként lélegző, extrém termofilek. Két faját azonosították a Staphylothermusnak: S. marinus és S. hellenicus. Mindkettő heterotróf és anaerob.

## Sejt szerkezete
A Staphylothermus marinusnak egyedülálló morfológiája van. Amikor a tápanyag szint alacsony szőlőszerű klasztereket képez. Az S-réteg egy glikoproteinből készül. Ami stabil magas hőmérsékletnél és ellenáll a vegyszereknek amelyek tipikusan denaturálják a fehérjéket. 92 000 kDa-os polipeptidekből épül, nyúlványokat képez készítve egy rács szerkezetet ami lefedi a sejtet. Továbbá ellenáll a hő és kémiai denaturációnak. A Staphylothermus hellenicusnak nincs a sejtfalában. Az S. marinusnak van egy kör alakú kromoszómája 1610 fehérje kódoló génnel és 49 RNS génnel. A Staphylothermus hellenicus obligát anaerob, heterotróf, 0.8–1.3 μm átmérőjűre nő. Nagy aggregátumokat képez akár 50 sejtből, és egy kör alakú kromoszómája van, 1 580 347 nukleotiddal, 1599 fehérjekódoló és 50 RNS-génnel.

## Anyagcsere
Fajai rendelkeznek egy speciális enzimmel ami ismert hogy jól működik extrém forró vagy hideg környezetben ahol a legtöbb enzimatikus reakció nem fordul elő. Aminek a használatával a Staphylothermus marinus a ként hidrogén-szulfiddá alakítja át. Termofilek, van egy hőstabil enzimjük ami különösen magas hőmérsékleten működik. Kén függők, extrém tengeri termofilek. Ként igényelnek a növekedéshez, de képesek hidrogént előállítani ha a kén korlátozottá válik. A hidrogén-szulfid azután salakanyagként szabadul fel. A Staphylothermus marinus nagy fehérje komplexeket tartalmaz amelyek részt vesznek a kén redukcióban. Mindkét faja ként használ végső elektron akceptorként, de lehet hogy különböző membrán komplexeket használnak a kén redukcióban.

## Ökológia
A fajai hipertermofilként vannak besorolva, és a 65 és 85 °C közti hőmérsékletet részesítik előnyben. Termofilek melegvízi környezetben élnek. A Staphylothermus marinust megtalálták fekete föstölgő forró geotermális üledékében az óceán fenekén. Az optimális növekedési hőmérséklet 85–92 °C. Maximális növekedési hőmérséklet 98 °C. Előnyben részesíti a 6,5 pH-t, képes nőni 4.5-8.5 pH között, és előnyben részesíti az 1–3,5% NaCl koncentrációt. A Staphylothermus hellenicust zátonyból izolálták Görögország partjainál 1996-ban. Optimálisan nő 85 °C-nál, 6 pH-nál és 3–4% NaCl koncentrációnál.

## Jelentősége
Fajai nagyon szoros kapcsolatban vannak egymással és mindkettőt használni lehet a biotechnológiában mint hő stabil enzim forrásokat. Az enzimjeik a legstabilabb ismert enzimek és ellenállóak a legtöbb denaturáló szerre. A termofil enzimeket használják a biotechnológiában fontos procedurák végrehajtásában például a DNS-polimeráz-láncreakciókban. Ezeket a hő stabil enzimeket használják ipari termékekben és folyamatokban például bioüzemanyagok és biológiai lebomlás. Biofinomítók kimondottan használnak termofileket és enzimjeiket hogy átalakítsák a biomasszát hasznos termékekké. Termofilek mint Staphylothermus marinus és Staphylothermus hellenicus enzimeket adnak amik működtethetők magas hőmérsékletnél jobb keveréket adva, kevesebb szennyeződést, és jobb oldhatóságot. Számos tudós hiszi hogy a termofilek a legősibb szervezetek a földön és lehet hogy adnak a tudósoknak választ az élet eredetére vagy arra hogy vajon van élet más univerzumokban.